# Invasione tedesca del Belgio
L'invasione tedesca del Belgio o campagna del Belgio, denominata anche campagna dei 18 giorni in Belgio (Francese: Campagne des 18 jours; Olandese: Achttiendaagse Veldtocht), fu l'azione iniziale dell'esercito tedesco in vista dell'invasione della Francia, una campagna offensiva da parte della Germania durante la seconda guerra mondiale. Ebbe luogo per oltre diciotto giorni, nel maggio 1940, e si concluse con l'occupazione tedesca del Belgio in seguito alla resa del suo stesso esercito.
Il 10 maggio 1940, i tedeschi invasero il Lussemburgo, i Paesi Bassi e il Belgio, seguendo le direttive del piano Fall Gelb. Gli eserciti alleati tentarono di fermare l'esercito tedesco in Belgio, credendo che fosse la minaccia principale. Una volta che i francesi posizionarono tutte le loro principali divisioni nel paese, tra il 10 e il 12 maggio, i tedeschi iniziarono la seconda fase dell'operazione, il Piano Manstein, attraverso le Ardenne, accerchiando il nemico. Cominciarono quindi a chiudere la sacca, spingendo gli alleati verso il mare; l'Esercito belga si arrese il 28 maggio 1940, portando alla conclusione della battaglia.
Durante l'invasione del Belgio, ebbe luogo la prima battaglia tra carri armati della guerra: la battaglia di Hannut. All'epoca fu la più grande battaglia tra mezzi corazzati, in seguito superata da altre battaglie nella campagna del Nordafrica e nel fronte orientale. Ebbe luogo inoltre la battaglia del forte di Eben-Emael, la prima operazione aviotrasportata della storia.
I resoconti storici ufficiali tedeschi affermano che nei diciotto giorni di minimi combattimenti, l'Esercito belga fu un avversario temibile, parlando di "straordinario coraggio" dei suoi soldati. Il collasso belga obbligò gli Alleati a ritirarsi dal continente. La Royal Navy britannica evacuò ben presto i porti del Belgio, nell'Operazione Dynamo, permettendo alle truppe britanniche di fuggire e continuare le operazioni militari per il resto della guerra. Il Belgio rimase occupato dai tedeschi fino all'autunno del 1944, quando fu liberato dopo l'invasione della Francia.

## Antefatti

### Le difficili alleanze belghe

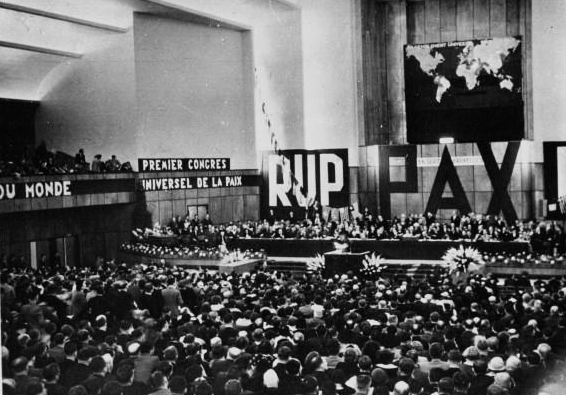
Una manifestazione pacifista vicino a Bruxelles nel 1936

La strategia belga per la difesa contro un'aggressione tedesca incontrò problemi sia militari che politici. I belgi non erano disposti a contare su una difesa lineare lungo il confine tra il loro paese e la Germania, come estensione della Linea Maginot. D'altro canto, una strategia di manovra avrebbe potuto rendere vulnerabile l'esercito belga ad un assalto tedesco dalle retrovie, attraverso i Paesi Bassi, ma avrebbe condotto all'arrivo di un rapido supporto da parte dei francesi.
A livello politico, i belgi non si fidavano dei francesi. Il maresciallo Philippe Pétain aveva auspicato un attacco alla regione tedesca della Ruhr, usando il Belgio come ponte, nell'ottobre 1930 e di nuovo nel gennaio 1933. Il Belgio quindi temeva di essere trascinato contro voglia in una guerra e fece di tutto per evitare ciò. Temeva inoltre la guerra che poteva essere causata dal patto tra Francia e Unione Sovietica del maggio 1935. L'accordo tra Belgio e Francia invece prevedeva la mobilitazione dell'Esercito belga solo nel caso che la Germania avesse mobilitato il suo; ciò che non era chiaro era cosa avrebbe dovuto fare il Belgio nel caso la Germania avesse invaso un paese neutrale come la Polonia.
Il popolo belga preferiva un'alleanza con il Regno Unito. I britannici erano entrati nella prima guerra mondiale in risposta alla violazione tedesca della neutralità belga. I porti del Belgio avrebbero infatti offerto alla Marina imperiale tedesca delle validi basi e, allo stesso modo, le basi belghe avrebbero offerto alla Kriegsmarine e alla Luftwaffe delle ottime posizioni da cui colpire la Gran Bretagna, nel prossimo eventuale conflitto. Tuttavia, il governo inglese diede poca importanza alla questione belga e ciò spinse il Belgio ad abbandonare gli Alleati occidentali, esattamente il giorno prima della remilitarizzazione della Renania. La mancata opposizione all'occupazione militare tedesca della Renania, proibita al termine della Grande Guerra, convinse i belgi che Francia e Regno Unito non avevano intenzione di combattere in loro difesa e che quindi avrebbero dovuto affrontare i tedeschi da soli, se necessario.

### Il Belgio nella strategia degli Alleati
I francesi si infuriarono a causa della dichiarazione di neutralità nell'ottobre 1936 da parte del re Leopoldo III, poiché ciò avrebbe impedito una collaborazione tra l'Esercito francese e quello belga in difesa dei confini orientali, permettendo ai tedeschi di attraversare con facilità il confine francese. La Francia infatti necessitava della collaborazione belga per fermare le divisioni corazzate tedesche, prima che queste cominciassero una guerra di manovra, e per questo motivo ipotizzò segretamente di occupare il Belgio in caso di guerra. I belgi cominciarono quindi ad organizzare le proprie difese indipendentemente, anche se le informazioni militari erano a disposizione dei francesi.
Il piano alleato di aiuto al Belgio era denominato Piano Dyle: le migliori forze alleate, incluse le divisioni corazzate francesi, sarebbero avanzate lungo il fiume Dyle in seguito ad un'invasione tedesca. Le manovre programmate erano di tipo difensivo: rinforzare le linee belghe ad ovest, lungo la linea Mosa-Canale Alberto, e tenere l'estuario della Schelda, collegando quindi le unità francesi nel Belgio meridionale a difesa di Gand ed Anversa. La debolezza del piano stava nell'abbandonare la parte più orientale del Belgio ai tedeschi e, nonostante la troppa esposizione ad un accerchiamento, il comandante francese Maurice Gamelin approvò il piano.
I britannici, non avendo armate sul campo ed essendo in fase di riarmamento, non erano in una posizione per sfidare la strategia della Francia, la quale assunse un ruolo dominante tra gli Alleati occidentali. Il ruolo britannico si ridusse quindi in un bombardamento strategico delle industrie nella Ruhr.

### La strategia militare belga

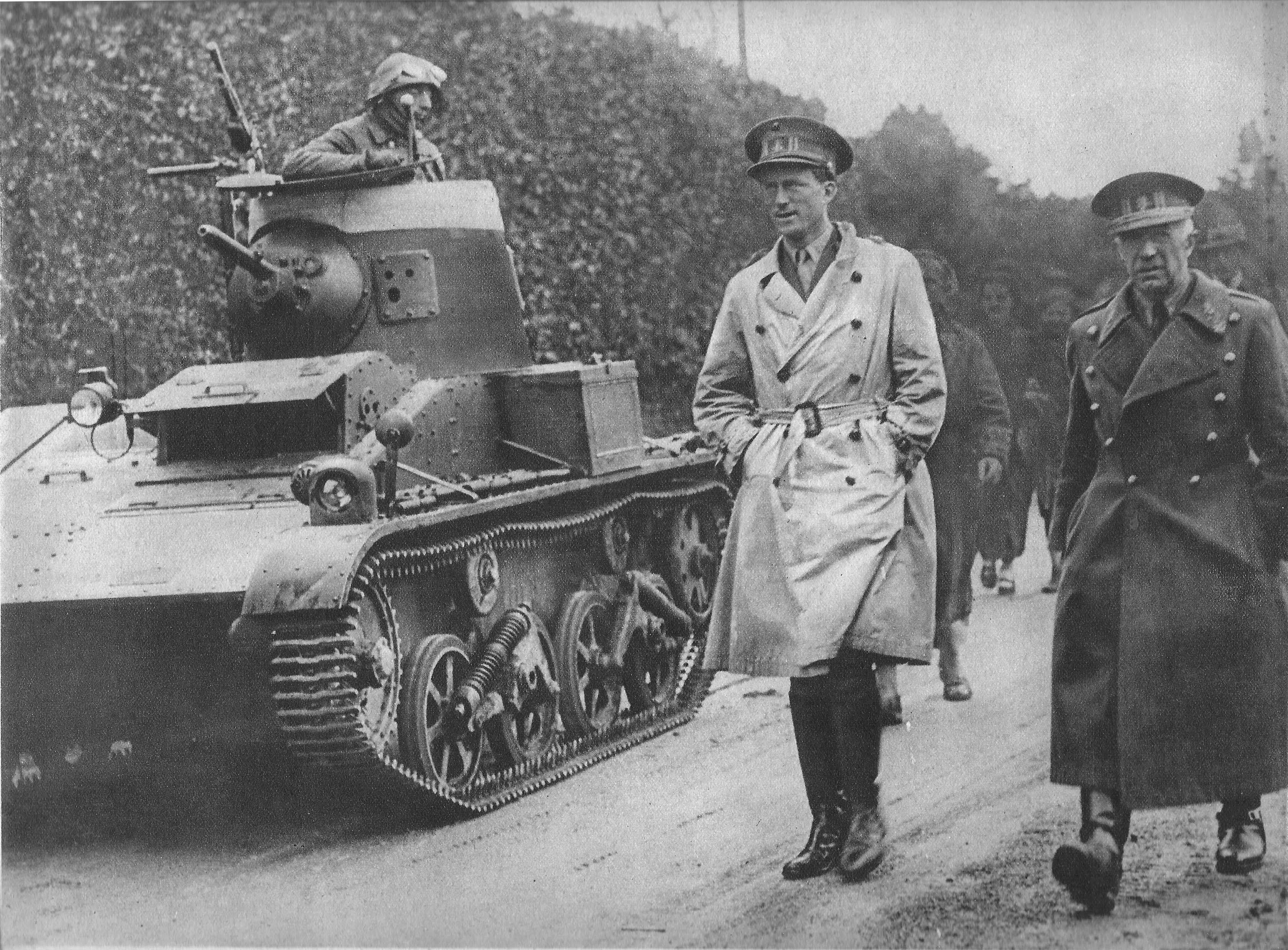
Leopoldo III mentre visita le truppe, all'inizio del 1940

Temendo di compromettere la sua neutralità, il Belgio si rifiutò di incontrare gli staff militari francesi e britannici, credendo che la guerra con la Germania non sarebbe stata inevitabile e, se fosse scoppiata, i belgi si sarebbero difesi grazie alle nuove fortificazioni come Eben-Emael. Avevano infatti cominciato a ricostruire le fortificazioni non appena Adolf Hitler aveva preso il potere nel 1933, vedendo con crescente allarme l'uscita della Germania dalla Lega delle Nazioni, il suo rifiuto del Trattato di Versailles e la violazione del Patto di Locarno. La protezione delle frontiere orientali, passò per la creazione di unità di motociclisti, il completamento delle difese nel 1935 che tuttavia furono ritenute inadeguate. Sarebbe stato necessario aumentare il numero di soldati ma la proposta di legge per un periodo di servizio di leva più lungo venne bocciata dal popolo.
Il 24 aprile 1937, francesi e britannici dichiararono pubblicamente che la sicurezza del Belgio era primaria per gli Alleati, togliendogli inoltre l'obbligo di rispettare il Patto di Locarno nel caso i tedeschi attaccassero la Polonia. A livello militare, i belgi consideravano la Wehrmacht più forte degli eserciti alleati, in particolar modo di quello britannico, rendendosi conto che il Belgio sarebbe diventato un campo di battaglia senza adeguati alleati. Inoltre belgi e francesi avevano due teorie diverse di difesa: i belgi volevano proteggere il confine orientale fino all'arrivo dei francesi, mentre questi ultimi non avevano intenzione di spingersi così a oriente ma di attendere i tedeschi lungo la Mosa e il Canale Alberto.
L'intelligence belga suggerì correttamente che i tedeschi avrebbero invaso le Ardenne per puntare su Calais, cercando di accerchiare le armate alleate in Belgio, ciò che esattamente aveva pianificato Erich von Manstein. Si capì che le difese organizzate dai francesi avrebbero messo a rischio l'intero fianco sinistro alleato ma tuttavia Gamelin ignorò gli avvertimenti.

### Il piano di difesa belga

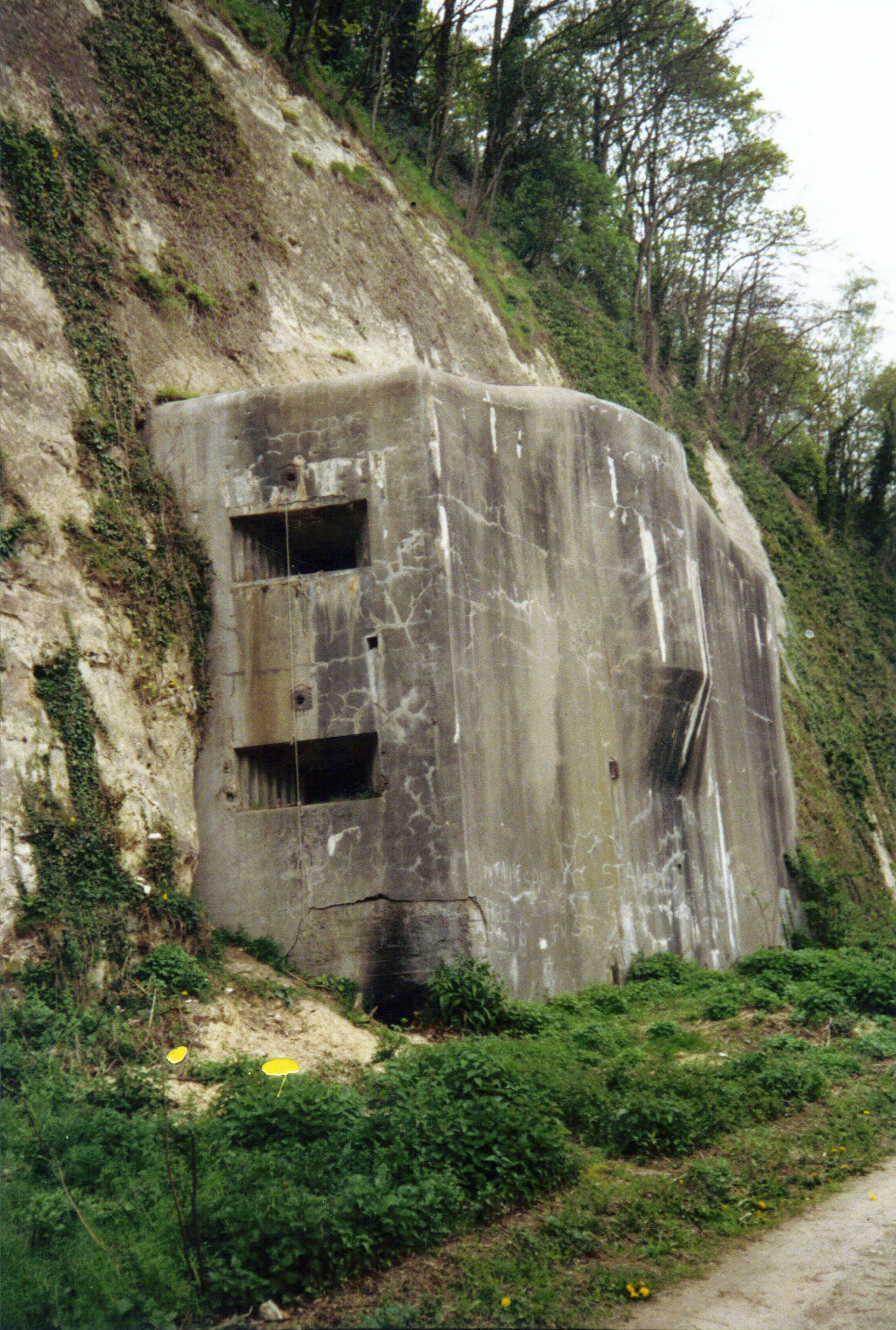
Forte di Eben-Emael

In accordo con gli eserciti francese e inglese, la 7ª Armata francese, al comando di Henri Giraud, sarebbe dovuto avanzare nel Belgio, oltrepassare l'estuario della Schelda, in Zelanda se possibile, fino a raggiungere Breda, nei Paesi Bassi. La British Expeditionary Force, comandata da John Gort, avrebbe occupato la parte centrale del paese tra Bruxelles e Gand, in supporto all'Esercito belga.
A est, furono costruite delle postazioni difensive lungo il Canale Alberto per ritardare il nemico, collegate con le difese sulla Mosa, a ovest di Maastricht.Il forte di Eben-Emael era posto a guardia del fianco settentrionale di Liegi, sull'asse di avanzata verso occidente. La 1ª Armata francese sarebbe poi avanzata verso Gembloux e Hannut, a sud delle postazioni britanniche, a difesa della regione del fiume Sambre. Ancora più a sud, la 9ª Armata francese avanzò lungo la Mosa, tra Givet e Dinant, mentre la 2ª Armata francese avrebbe difeso gli ultimi 100 km del fronte, ovvero Sedan, il basso Mosa e il confine tra Belgio e Lussemburgo, a nord della Linea Maginot.

### I piani d'attacco tedeschi

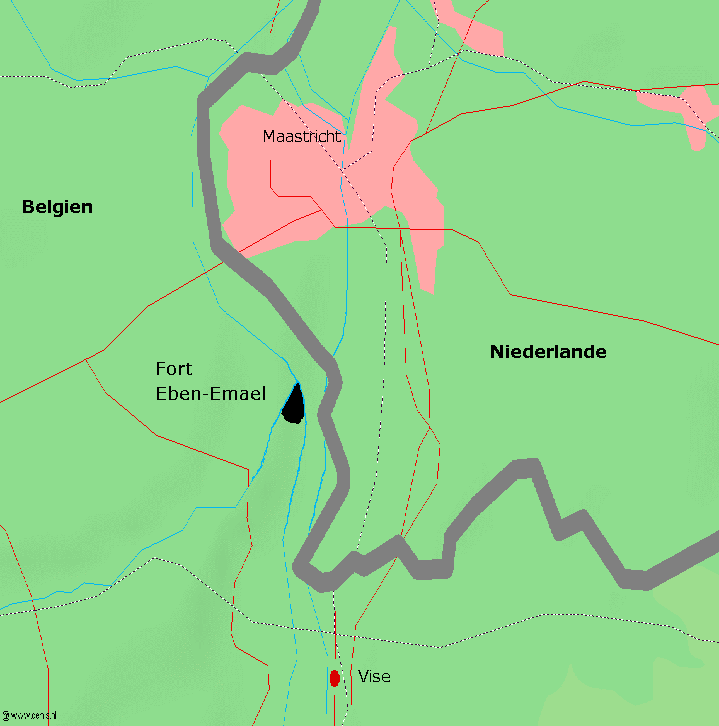
Mappa dell'area tra il Belgio e i Paesi Bassi, vicino al forte di Eben-Emael

I piano tedesco prevedeva che il Gruppo d'Armate B avanzasse spingendo indietro il 1º Gruppo d'Armate alleato nel Belgio centrale mentre il Gruppo d'Armate A assaltasse a sorpresa le Ardenne. Per questo motivo al Gruppo B furono assegnate poche unità motorizzate e il grosso della sua forza era costituita da divisioni di fanteria. Una volta raggiunto il Canale della Manica, tutte le divisioni Panzer e la maggior parte delle unità motorizzate sarebbero state riassegnate dal Gruppo B al Gruppo A, per rafforzare le linee ed impedire un contrattacco alleato. Questo tipo di piano sarebbe fallito se non fosse stato rapidamente conquistato sufficiente terreno in Belgio per stringere gli Alleati in due fronti e perciò il Gruppo B doveva conquistare i tre ponti sul Canale Alberto a Veldwezelt, Vroenhoven e Kanne, il forte di Eben-Emael e Maastricht nei Paesi Bassi.
Adolf Hitler in persona incontrò il generale Kurt Student, della 7ª Divisione Aerea per discutere sull'assalto al forte. Inizialmente si pensò ad un assalto di truppe paracadutiste con il compito di distruggere i cannoni del forte prima dell'arrivo delle unità tedesche di terra. L'idea però fu rigettata principalmente poiché gli aerei da trasporto Junkers Ju 52 erano troppo lenti e vulnerabili alla contraerea nemica. Hitler tuttavia notò una possibilità nelle difese. Il tetto dei bunker del forte era piatto e non protetto, così si decise di far atterrare 80-90 paracadutisti a bordo di alianti DFS 230, alla luce del giorno, i quali avrebbero smantellato il forte con cariche esplosive da 50 kg.

## Le forze in campo

### L'Esercito belga

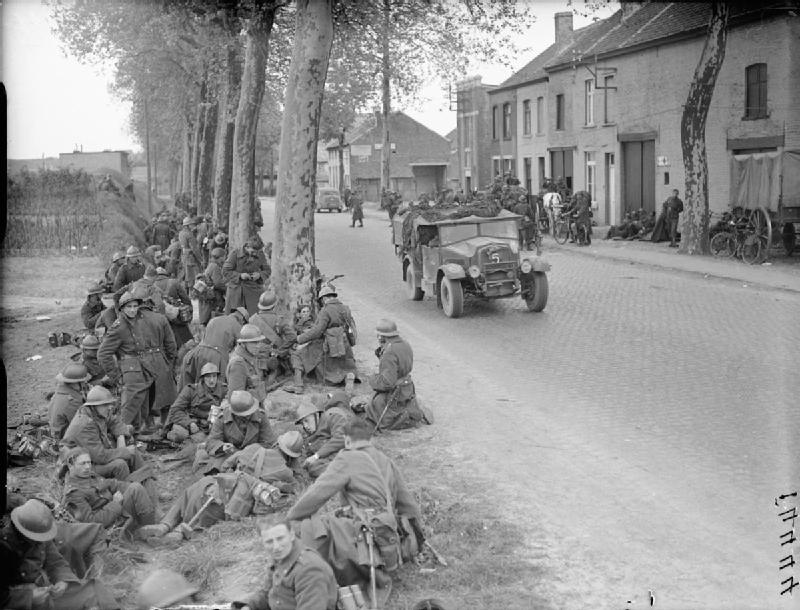
Soldati belgi in attesa

L'Esercito belga poteva contare su 22 divisioni, con 1 338 pezzi d'artiglieria, 200 cacciacarri T-13, 42 veicoli corazzati T-15 e appena 10 carri armati AMC 35. Le armi anticarro belghe erano le FRC da 47 mm che all'epoca erano migliori delle corrispettive armi tedesche e francesi.
La mobilitazione ebbe inizio il 25 agosto 1939 e nel maggio 1940 contava sul campo diciotto divisioni di fanteria, due divisioni parzialmente motorizzate e due divisioni di cavalleria, per un totale di circa 600 000 uomini, carenti di mezzi corazzati e armi antiaeree. Le riserve avrebbero potuto aggiungere altri 300 000 uomini. A mobilitazione completata, vi erano cinque Corpi d'Armata regolari e due di riserva.
Nel 1939 vennero rifondati anche i Corpi navali belgi (Corps de Marine), sotto i termini di accordo con la Marina britannica, a cui furono accorpate 100 navi mercantili sfuggite alla cattura da parte dei tedeschi, portando ai britannici altri 3 350 marinai. Il Quartier Generale dell'Ammiragliato belga era ad Ostenda, comando del maggiore Henry Decarpentrie. La 1ª Divisione navale aveva sede proprio ad Ostenda mentre la 2ª a Zeebrugge e la 3ª ad Anversa.

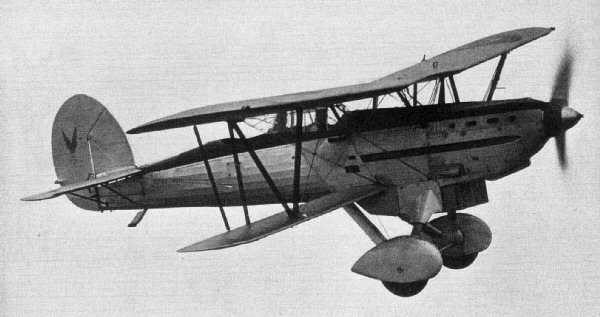
Un Fairey Fox dellAéronautique Militaire Belge

L'Aéronautique Militaire Belge, l'Aeronautica militare belga aveva già cominciato lentamente a modernizzarsi. Aveva infatti ordinato dei caccia Brewster Buffalo, Fiat CR.42 e Hawker Hurricane, dei Koolhoven F.K.56, dei bombardieri Fairey Battle e Caproni Ca.312 e dei caccia da ricognizione Caproni Ca.335; tuttavia solo i Fiat, gli Hurricane ed i Battle erano stati consegnati, obbligando i belgi ad usare i bombardieri monoposto Fairey Fox come aerei da caccia. In totale l'Aviazione possedeva 250 aerei da combattimento: almeno 90 erano caccia, 12 erano bombardieri e altri 12 erano aerei da ricognizione, ma solo 50 potevano essere considerati moderni. Aggiungendo gli aerei degli altri reparti militari, il 10 maggio 1940, i belgi contavano su 377 aerei, di cui però solo 118 in servizio, 78 caccia e 40 bombardieri. L'Aviazione fu affidata a Paul Hiernaux, che ottenne la licenza di pilota appena prima dello scoppio del conflitto, promosso a Comandante in Capo nel 1938. Hiernaux organizzò l'Aviazione in tre Reggimenti aerei, il 1º con 60 aerei, il 2º con 53 aerei e il 3º con 79.

### L'Esercito francese
La 1ª Armata francese, a difesa del Belgio comprendeva la 2ª e la 3ª Divisione Meccanizzata Leggera, a difesa di Gembloux. Le forze corazzate consistevano di 176 carri medi SOMUA S35 e 239 carri leggeri Hotchkiss H35, entrambi i modelli superiori ai carri tedeschi.
La 7ª Armata avrebbe dovuto difendere la parte più settentrionale del fronte Alleato e nelle sue file vi erano la 1ª Divisione Meccanizzata Leggera e la 25ª e la 9ª Divisione Motorizzata, che sarebbero avanzate verso Breda, nei Paesi Bassi.
La terza armata francese che mise piede in Belgio fu la 9ª Armata, la quale era più debole delle altre due, già citate. Essa consisteva principalmente di divisioni di fanteria, con l'eccezione della 5ª Divisione Motorizzata. Il loro compito era di proteggere il fianco meridionale delle armate Alleate, a sud del fiume Sambre e a nord di Sedan mentre, più a sud, vi era la 2ª Armata a protezione del fronte franco-belga tra Sedan stessa e Montmédy. La 9ª e la 2ª Armata, le più deboli dello schieramento, avrebbero dovuto difendere l'area corrispondente al principale assalto tedesco, quello attraverso le Ardenne.

### L'Esercito britannico

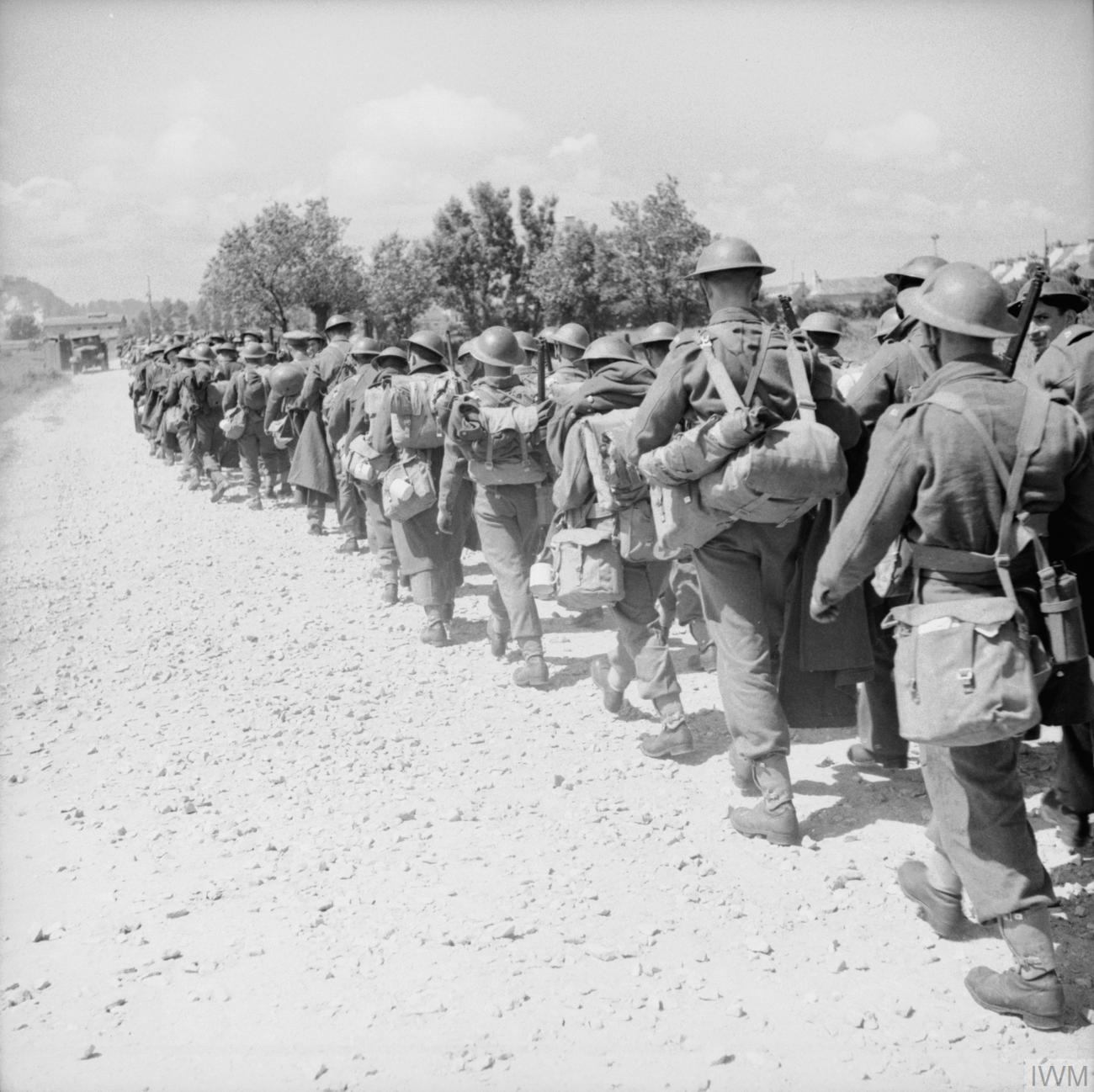
Fanteria britannica della Forza di spedizione

Il contributo britannico in difesa del Belgio fu il minore: l'intera Forza di spedizione britannica per difendere Francia, Belgio e Paesi Bassi era di appena 152 000 uomini inquadrati in due corpi d'armata di due divisioni ciascuno, al comando del generale John Gort. Il 1º Corpo d'Armata era inizialmente comandato dal generale John Dill, poi dal generale Micheal Barker ed infine dal generale Harold Alexander. Il 2º Corpo d'Armata era agli ordini di Alan Brooke. In seguito giunse il 3º Corpo d'Armata comandato da Ronald Adam. In supporto giunsero sul continente 9 392 membri della Royal Air Force, al comando di Patrick Playfair. A maggio 1940 il contingente britannico era salito a 394 165 uomini, di cui però più di 150 000 erano parte della retroguardia logistica ed avevano ben poco addestramento alle spalle. Più precisamente, il 10 maggio 1940 vi erano dieci divisioni britanniche sul campo, con 1 280 pezzi d'artiglieria e 310 carri armati.

### L'Esercito tedesco
Il Gruppo d'Armata B erano comandato dal generale Fedor von Bock e contava su ventisei divisioni di fanteria e tre divisioni corazzate, pronte per l'invasione dei Belgio e dei Paesi Bassi. Delle tre divisioni corazzate, la 3ª e la 4ª Divisione Panzer avrebbero operato in Belgio, nella 6ª Armata del 16º Corpo d'Armata, mentre l'altra, la 9ª Divisione Panzer avrebbe coperto le loro manovre da nord.
Il numero di carri armati nel Gruppo d'Armata B ammonta a 808, di cui 282 Panzer I, 288 Panzer II, 123 Panzer III e 66 Panzer IV, oltre a 49 carri comando. La 7ª Divisione aerea e la 22ª Divisione aviotrasportata, che presero parte all'assalto al forte di Eben-Emael, erano parte del Sturmabteilung Koch (Distaccamento d'assalto di Koch), comandati dal capitano Walter Koch. L'Aviazione tedesca impiegò nell'invasione 1 815 velivoli da combattimento, 487 da trasporto e 50 alianti, utilizzati anche nei Paesi Bassi.
Gli iniziali assalti aerei sopra il Belgio furono condotti dal 4º Corpo aereo del generale Alfred Keller, le cui forze consistevano, al 10 maggio, di 363 aerei, oltre ai 550 dell'8º Corpo aereo del generale Wolfram von Richthofen; gli aerei utilizzabili tuttavia erano 644 su 913. A supporto vi erano 462 caccia, di cui 313 utilizzabili, del generale Kurt Bertram von Döring. Tutte le basi aeree da cui operavano i tedeschi erano nel nord-ovest della Germania: Düsseldorf, Oldenburg, Grevenbroich, Mönchengladbach, Dortmund ed Essen.

## Battaglia

### Le prime operazioni aeree tedesche
Alle ore 00:10 del 10 maggio 1940, il Quartier Generale a Bruxelles ricevette un allarme da un'unità imprecisata lungo il confine con la Germania e alle 01:30 fu dato l'allarme generale. Alla mattina gli Alleati diedero via al Piano Dyle mentre il re Leopoldo III raggiungeva il suo Quartier Generale vicino ad Anversa.
Ben presto la Luftwaffe portò la guerra aerea sui Paesi Bassi e sul Belgio dove, per prima cosa, decimarono le forze aeree locali. Circa verso le 04:00, il primo raid aereo colpì i campi di aviazione e i centri di comunicazione, con un tremendo effetto sull'Aviazione belga. Nei combattimenti aerei però, nonostante la loro superiorità numerica (la Luftwaffe schierava circa 450 aerei) i tedeschi il primo giorno ebbero scarsi successi. Sempre il 10 maggio 1940, i Fiat C.R.42 belgi attaccarono una formazione di Junkers Ju 52 del 17./KGzbV 5 (17ª squadriglia del 5º stormo da bombardamento con compiti speciali) della Luftwaffe nell'area di Tongres, costringendo uno Ju 52 ad un atterraggio di emergenza vicino a Maastricht. A quel punto vennero attaccati dai Messerschmitt Bf 109 del I./JG 1 (I° gruppo dello Jagdgeschwader 1, 1º stormo caccia), ma, grazie alla superiore maneggevolezza del C.R.42, riuscirono a tornare alla base senza danni. Quel giorno i piloti belgi rivendicarono l'abbattimento di altri quattro aerei tedeschi, tre Dornier Do 17 e un Bf 109, ma, sempre il 10 maggio, gli "Stuka" del I./StG 2 (I° gruppo dello Sturzkampfgeschwader 2 Immelmann, 2º stormo bombardieri da picchiata) distrussero non meno di 14 Fiat sull'aeroporto di Brustem.
Alla fine del primo giorno, i dati ufficiali tedeschi parlano di 30 aerei belgi distrutti al suolo e 16 in combattimento, tra cui due erano bombardieri inglesi. Dal canto loro, i tedeschi affermano di aver perso 10 velivoli. In realtà le perdite alleati furono peggiori: 83 aerei belgi furono distrutti e nei sei giorni che seguirono l'Aviazione belga effettuò 146 missioni e tra il 16 e il 28 maggio altre 77 volte, per la maggior parte ritirandosi di fronte agli attacchi della Luftwaffe.

### Le battaglie di confine

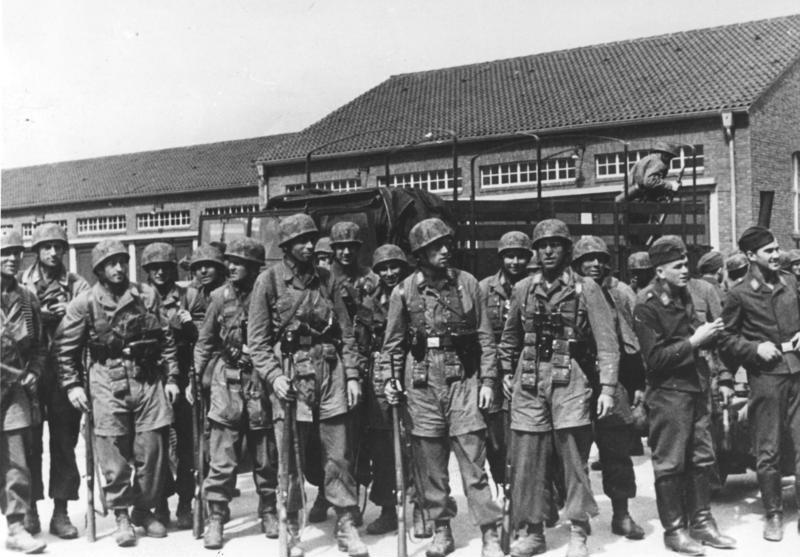
Paracadutisti tedeschi vittoriosi ad Eben-Emael

Come pianificato, una delle prime operazioni tedesche in territorio belga fu proprio l'assalto dei Fallschirmjäger, con alianti, del forte di Eben-Emael, presieduto dalla 7ª Divisione del 1º Corpo d'Armata belga. Con l'ausilio di potenti esplosivi e di lanciafiamme, i paracadutisti riuscirono a penetrare le difese, cominciando uno scontro armato che durò ventiquattro ore. Perso il forte, la linea difensiva belga venne aperta e la 18ª Armata tedesca poté penetrare nel paese. Nel frattempo, i soldati tedeschi avevano già assestato delle teste di ponte lungo il Canale Alberto prima che dell'arrivo dei britannici che sarebbero giunti due giorni dopo. Più a sud, le unità motorizzate belghe ricevettero l'ordine di ritirarsi fino alla Mosa e distruggere i ponti lungo la strada.
I paracadutisti portarono a termine altre operazioni nel Lussemburgo, attraversato da cinque fondamentali vie di comunicazione per la Francia. Le operazioni furono condotte da Wenner Hedderich che aveva agli ordini 125 volontari della 34ª Divisione di fanteria. L'offensiva ebbe il costo di 30 vittime e cinque Fieseler Fi 156. Nel contempo, la 7ª Divisione belga dovette combattere strenuamente per respingere l'avanzata tedesca, a ovest di Eben-Emael. Le forze armate del Belgio tentarono un contrattacco, ottenendo un successo a Briedgen dove riuscirono a riprendersi un ponte e distruggerlo mentre in altre zone, come Vroenhoven e Veldwezelt, i tedeschi ebbero il tempo di stabilire salde teste di ponte e respingere i contrattacchi.

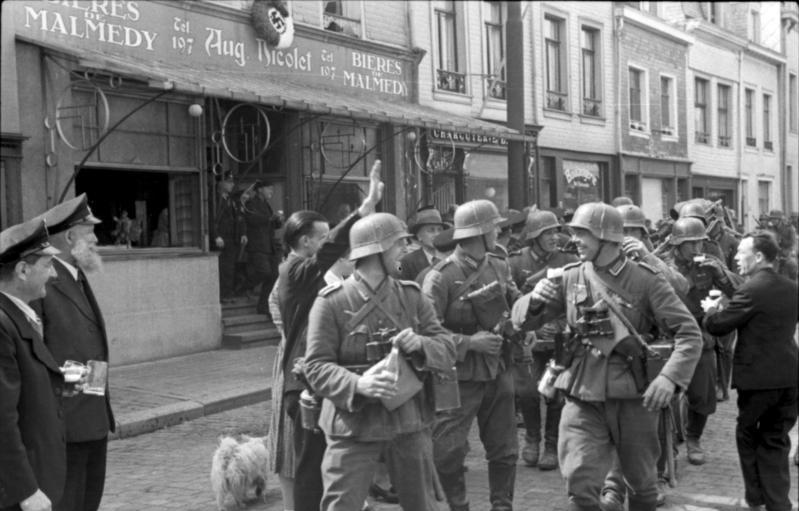
Soldati tedeschi che ricevono il benvenuto a Eupen-Malmedy, annesso al Belgio dalla Germania dopo la prima guerra mondiale

Il 10 maggio, nel Belgio meridionale, si svolse un'operazione poco nota, il cui nome è Operazione Niwi. L'obiettivo era far atterrare a Nives e Witry, con gli Fi 156, due compagnie della Divisione Grossdeutschland per aprire una via alla 1ª e alla 2ª Divisione Panzer, che sarebbero poi avanzate attraverso le Ardenne.
Priva di supporto, la fanteria tedesca subì i contrattacchi alleati, in particolare della 5ª Divisione di cavalleria francese, armata con numerosi corazzati, che tuttavia non seppe sfruttare l'occasione della ritirata nemica. Il mattino seguente, la 2ª Divisione Panzer raggiunse l'area distruggendo le linee del telefono belga e bloccando le strade, impedendo ai francesi di raggiungere il confine tra Francia, Belgio e Lussemburgo. In questo modo la 1ª Divisione di fanteria leggera belga non ricevette l'ordine di ritirata e affrontò in un duro scontro i corazzati tedeschi, rallentandone l'avanzata. Il fallimento delle forze alleate di tenere le Ardenne, permise ai tedeschi di avanzare indisturbati mentre i francesi si barricano a Namur e Huy.

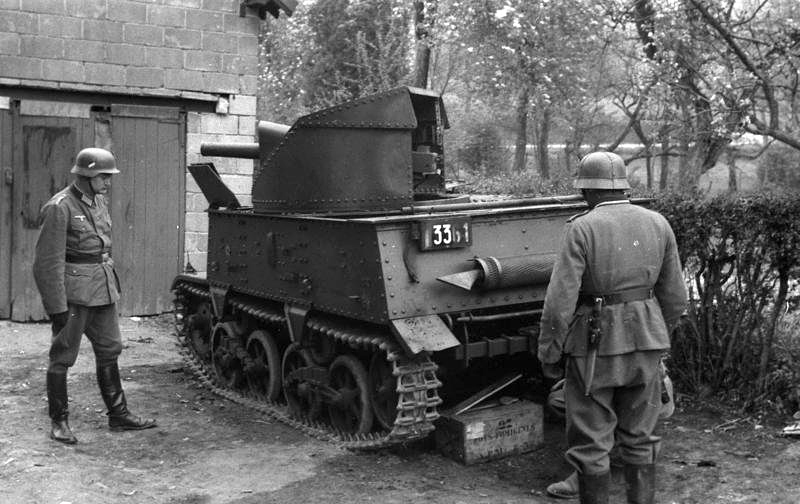
Un distruttore di carri T13 belga abbandonato

Nel frattempo, nel settore centrale del Belgio, l'Aviazione tentò di distruggere i ponti e le postazioni che i tedeschi avevano catturato intatti. Il contrattacco tedesco contò 82 abbattimenti di aerei alleati tra l'11 e il 13 maggio, riportando un indebolimento della resistenza aerea nemica nel Belgio settentrionale.
Nella notte dell'11 maggio, la 3ª Divisione di fanteria britannica, al comando del generale Bernard Montgomery raggiunse la riva del fiume Dyle, a Lovanio. Dopo aver resistito per trentasei ore, la 4ª e la 7ª Divisione belga si ritirarono dal Canale Alberto, in seguito all'avanzata dei Panzer della 6ª Armata, per non essere circondati dai tedeschi. La sera dell'11 maggio, il Comando belga si ritirò dietro la linea difensiva Namur-Anversa e il giorno seguente la 1ª Armata francese giunse a Gembloux, in un'area pianeggiante priva di postazioni o trincee difensive. La 7ª Armata francese, a protezione dei porti lungo la linea Bruges-Gand-Ostenda, raggiunse Breda, nei Paesi Bassi, l'11 maggio; tuttavia i paracadutisti tedeschi avevano conquistato Moerdijk, a sud di Rotterdam, impedendo ai francesi di unirsi all'Esercito olandese. L'armata francese proseguì quindi verso est, incrociando la 9ª Divisione Panzer a Tilburg, scatenando una battaglia da cui i francesi si ritirarono di fronte ad un assalto aereo della Luftwaffe ad Anversa, dove si l'armata si diresse. Temendo che rifornimenti alleati raggiungessero Anversa, l'Aviazione tedesca decise di attaccare l'estuario della Schelda, bombardando ed affondando due cannoniere e tre cacciatorpediniere olandesi, oltre a due cacciatorpediniere britanniche.

### Gli scontri nel Belgio centrale

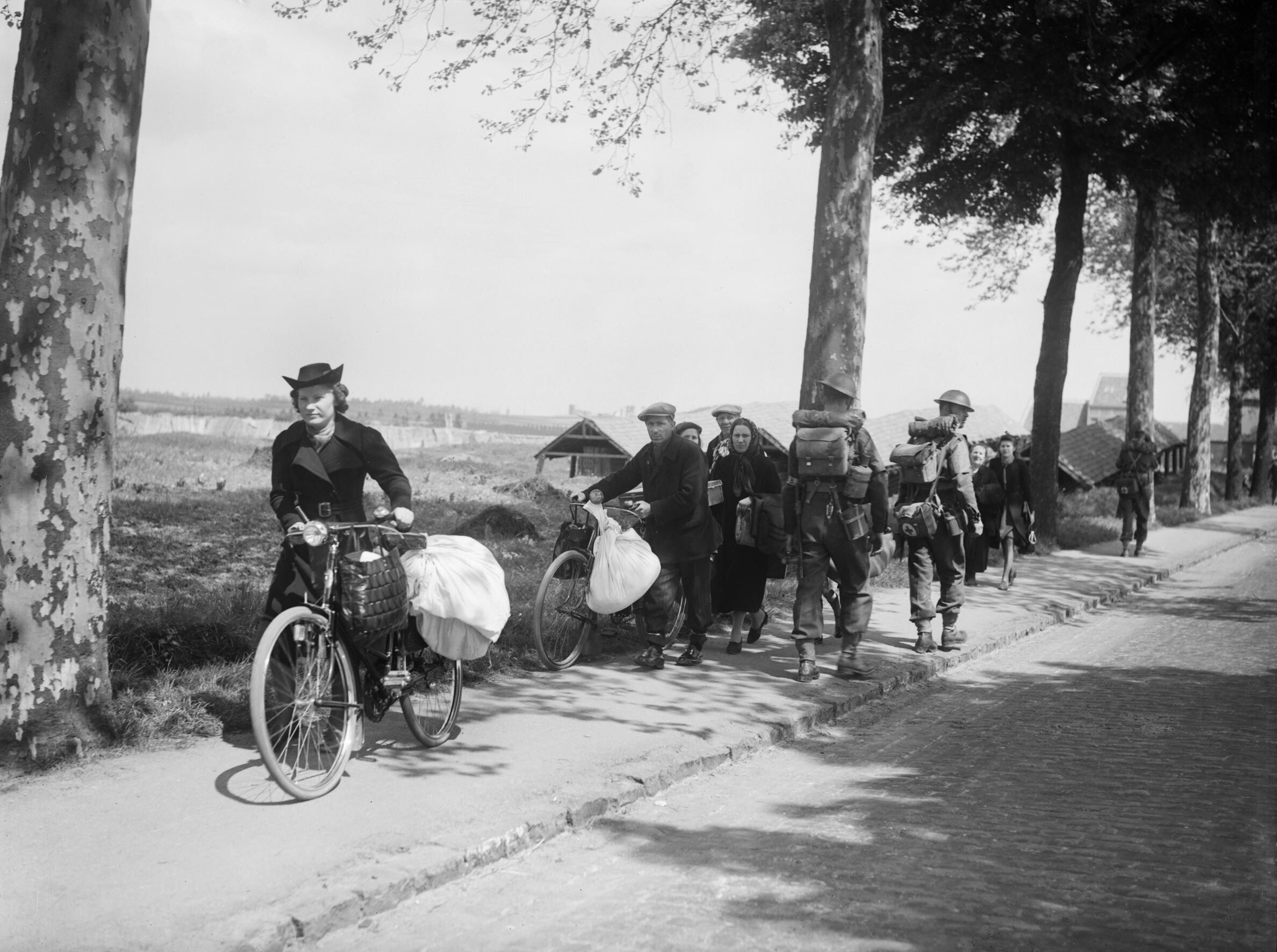
Civili belgi in fuga dalle truppe tedesche, 12 maggio 1940

Nella notte tra l'11 e il 12 maggio, i belgi cominciarono una completa ritirata dalla Linea Dyle; al mattino, il re Leopoldo e i generali van Overstraeten, Édouard Daladier, Alphonse Georges, Gaston Billotte e il capo dello staff di Lord Gort, Henry Royds Pownall, si incontrarono vicino a Mons, dove fu deciso che l'Esercito belga avrebbe tenuto la Linea Anversa-Lovanio mentre gli Alleati avrebbero difeso l'estremo nord e sud del paese. Il 3º Corpo belga ripiegò, quindi, dalle fortificazioni di Liegi per non essere circondato; più a sud, anche le fortezze di Namur, occupate dal 6º Corpo, furono abbandonate mentre alcune unità ritardavano l'avanzata tedesca, sabotando le vie di comunicazione.

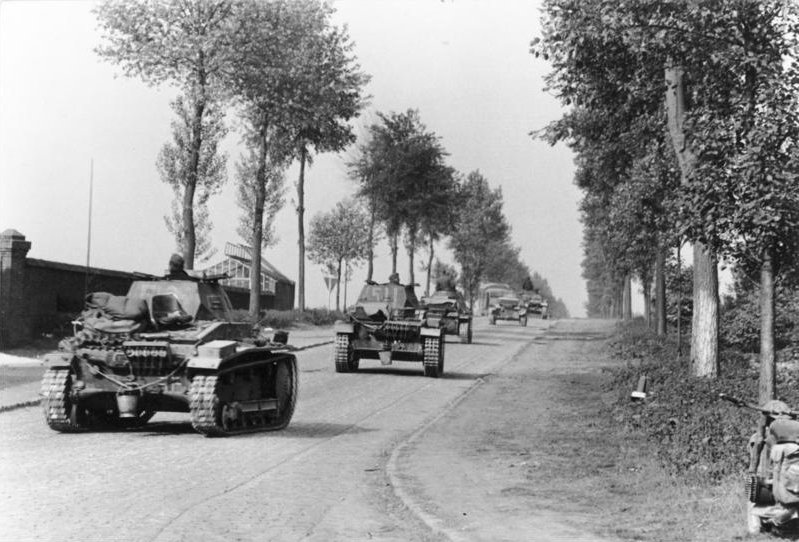
Un Panzer II nel Belgio occidentale, maggio 1940

Per gli Alleati, l'incapacità belga di resistere a sufficienza per poter organizzare una linea difensiva come accadde nel conflitto precedente, fu un notevole inconveniente. Nonostante tutto, una breve tregua permise agli Alleati di far giungere lungo il fiume Dyle diverse armate in tempo per l'assalto tedesco della 6ª Armata del generale Walter von Reichenau, con più soldati e meglio equipaggiati.
La mattina del 12 maggio, in accordo con le richieste del Belgio, l'Aviazione britannica e francese intrapresero diverse missioni per demolire i ponti che i tedeschi controllavano a Maastricht e lungo la Mosa. Quel giorno i tedeschi abbatterono 11 dei 18 bombardieri francesi Breguet 693 e altri 72 su 135 bombardieri britannici. Nelle due giornate successive le missioni aeree alleate furono interrotte poiché le difese contraeree e i caccia tedeschi si dimostrarono troppo forti. Lo stesso accadde nell'area di Sedan, dove 45 aerei tra Fairey Battle e Bristol Blenheim furono abbattuti dai caccia tedeschi.

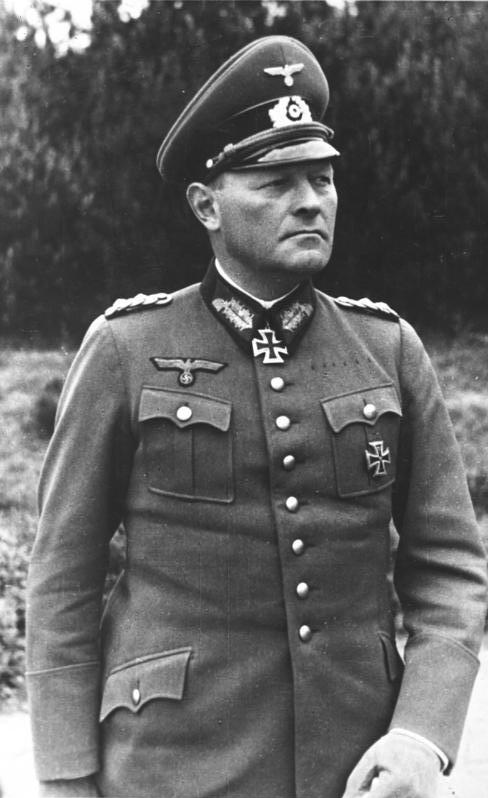
Il generale Erich Hoepner comandante delle forze tedesche nella battaglia di Hannut

L'evento più significativo del 12 maggio 1940 fu, tuttavia, l'inizio della battaglia di Hannut, durata due giorni, nella quale il Gruppo d'Armate A tedesco avanzò attraverso le Ardenne mentre il Gruppo B attaccava presso Gembloux, occupando la piana circostante. Dopo la riuscita dell'attacco a Maastricht e lo sfondamento delle linee belghe a Liegi, la 6ª Armata tedesca del generale Erich Hoepner lanciò un'offensiva nell'area che i francesi erroneamente si aspettavano la maggior forza tedesca. I Panzer tedeschi e i carri francesi si scontrarono quindi vicino ad Hannut e contrariamente a quanto si possa credere, i carri tedeschi non erano in numero superiore ai loro avversari. I carri tedeschi possedevano radio per comunicare con l'esterno e le unità erano addestrate a tattiche con armi combinate che coinvolgevano più reparti di diverso genere; i francesi invece non avevano equipaggiato i carri con radio e le loro tattiche erano del tutto simili a quelle della prima guerra mondiale. Inizialmente i tedeschi riuscirono ad accerchiare il nemico ma la potenza dei carri francesi riuscì a rompere l'accerchiamento aprendosi un varco nella retroguardia tedesca e riuscendo a ripiegare. Il primo giorno di battaglia quindi si concluse a favore della Francia che riuscì a bloccare l'avanzata avversaria. Il giorno seguente però l'esito fu totalmente opposto: i francesi si disposero lungo una singola linea, non organizzando quindi una retroguardia, e ciò permise ai tedeschi di aprirsi una via sul fianco sinistro francese e accerchiare i carri alleati, concludendo la battaglia a proprio favore. La battaglia si concluse con 160 carri tedeschi persi, di cui però 111 furono recuperati, contro i 105 carri persi dai francesi. Sono note inoltre il numero di vittime tedesche che ammontano a sessanta morti e ottanta feriti.

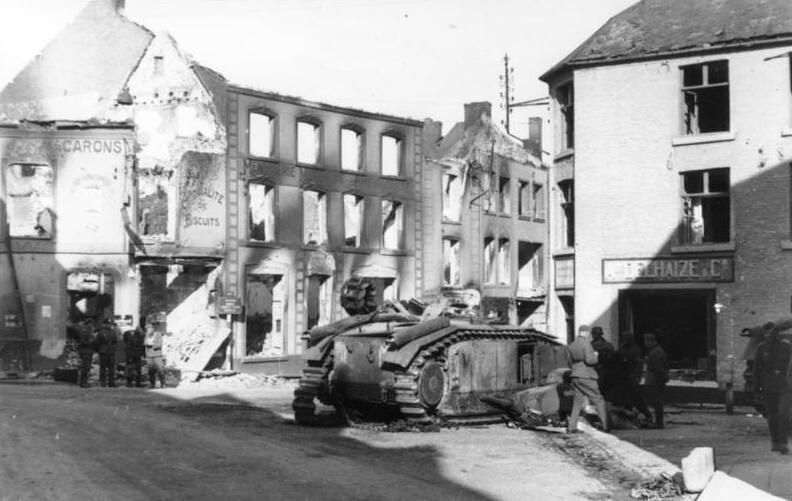
Carro francese distrutto a Beaumont, 16 maggio 1940

I carri tedeschi proseguirono inseguendo i francesi causando gravi perdite. L'intento di Hoepner era di catturare Gembloux senza l'assistenza dei reparti di fanteria. Tuttavia l'artiglieria francese riuscì ad opporsi ai Panzer, scatenando la battaglia di Gembloux, riuscendo a respingerli il primo giorno. L'operazione riuscì a distrarre gli Alleati dalle Ardenne e, quando la notizia che i tedeschi avevano vinto la battaglia di Sedan raggiunse i francesi, questi si ritirarono il 15 maggio, lasciando i loro carri sul campo di battaglia.

### La ritirata verso la costa e il contrattacco

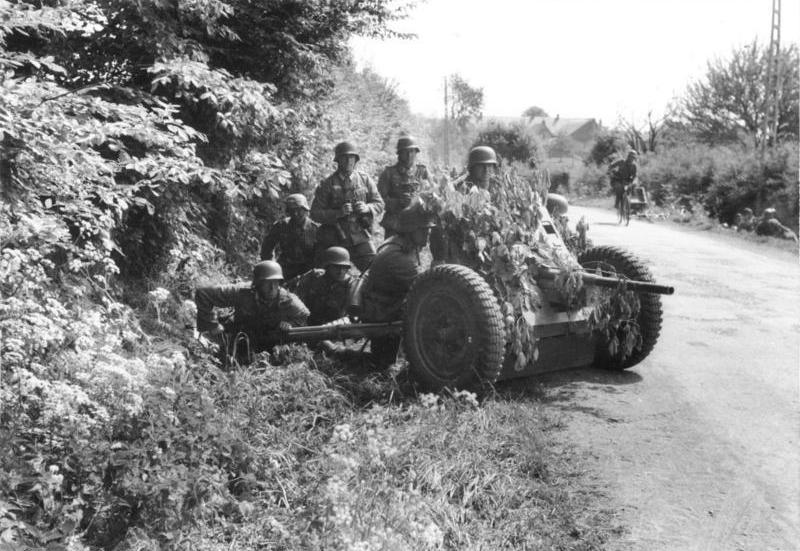
Fanteria tedesca con un cannone anticarro Pak 36 da 3,7 cm, nel Belgio occidentale, maggio 1940

Il mattino del 15 maggio, il Gruppo d'Armata A ruppe le difese a Sedan aprendosi una via verso il Canale della Manica. Gli Alleati cominciarono quindi una ritirata divisa in tre fasi: nella notte tra il 16 e il 17 maggio sarebbero retrocessi sino al fiume Senne, la notte successiva fino al fiume Dendre e l'ultima notte fino al fiume Schelda. Tuttavia, l'unico settore che quel giorno venne attaccato con forza fu quello di Lovanio, dove però i britannici resistettero.
Dopo la ritirata dei francesi, i belgi furono lasciati a guardia di Anversa che i tedeschi ben presto attaccarono. I belgi riuscirono a difendersi con successo nella zona nord della città, riuscendo a cominciare la ritirata il 16 maggio, ritardando i tedeschi. La città cadde tra il 18 e il 19 maggio dopo aver sedato una considerevole resistenza. Il 18 maggio cadde il Forte Marchovelette, a Namur, Suarlée cadde il giorno dopo; Saint-Heribert e Malonne il 21 maggio, Dave, Maizeret e Andoy il 23 maggio.

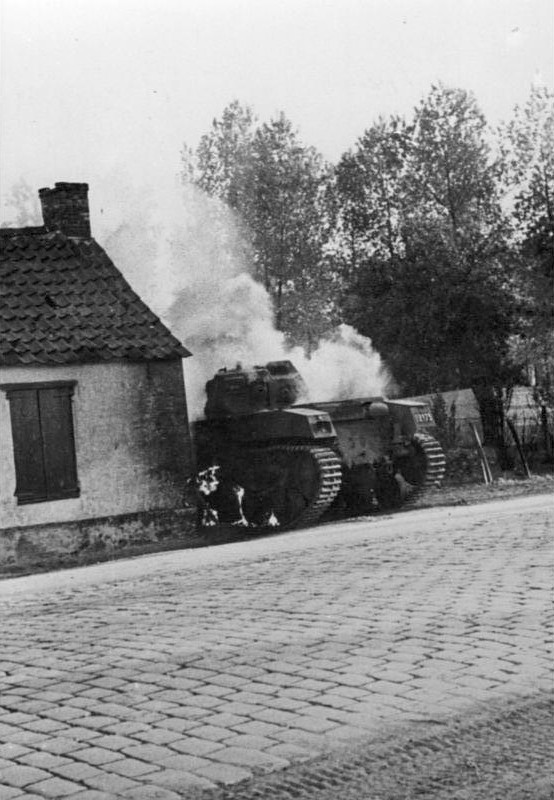
Un carro Renault ACG1 distrutto nella battaglia per Anversa, il 19 maggio 1940

Tra il 16 e il 17 maggio, britannici e francesi si ritirarono dietro al Canale Willebroek, spostando la maggior parte delle truppe per affrontare l'avanzata tedesca dalle Ardenne. I belgi nel frattempo si posizionarono nella testa di ponte a Ghenda, dietro il Dendre e la Schelda, dove l'artiglieria respinse gli attacchi della fanteria della 18ª Armata tedesca. Nonostante ciò, i belgi, in inferiorità numerica, abbandonarono Bruxelles e il governo si spostò ad Ostenda, lasciando la capitale ai tedeschi che la occuparono il 17 maggio.
Il 19 maggio, i tedeschi furono a poche ore dalla Manica. Lord Gort si rese conto che i tedeschi sarebbero potuti comparire sul suo fianco destro, ad Arras o Péronne, cercando di raggiungere i porti di Calais o Boulogne, o dirigersi più a nord-ovest. In pratica, la posizione britannica in Belgio era compromessa: il Corpo di spedizione britannico si ritirò quindi verso Ostenda, Bruges o Dunkerque, tra i dieci e i quindici chilometri all'interno del territorio francese.
La proposta di una ritirata britannica dal continente venne rigettata dai comandanti inglesi e fu invece ordinato a Lord Gort di condurre un'offensiva verso sud-ovest per raggiungere i francesi. Ai belgi fu chiesto di adeguarsi al piano oppure se essere evacuati dalla Marina britannica. Il 20 maggio le comunicazioni tra belgi e francesi furono tagliate e lo stesso Gort ricevette i suoi ordini e ritenne impossibile eseguirli. Il contrattacco avrebbe esposto gli Alleati ad un nuovo accerchiamento, inoltre i britannici erano nove giorni che combattevano ed erano ormai a corto di munizioni. Il tentativo principale fu quindi eseguito a sud dai francesi.

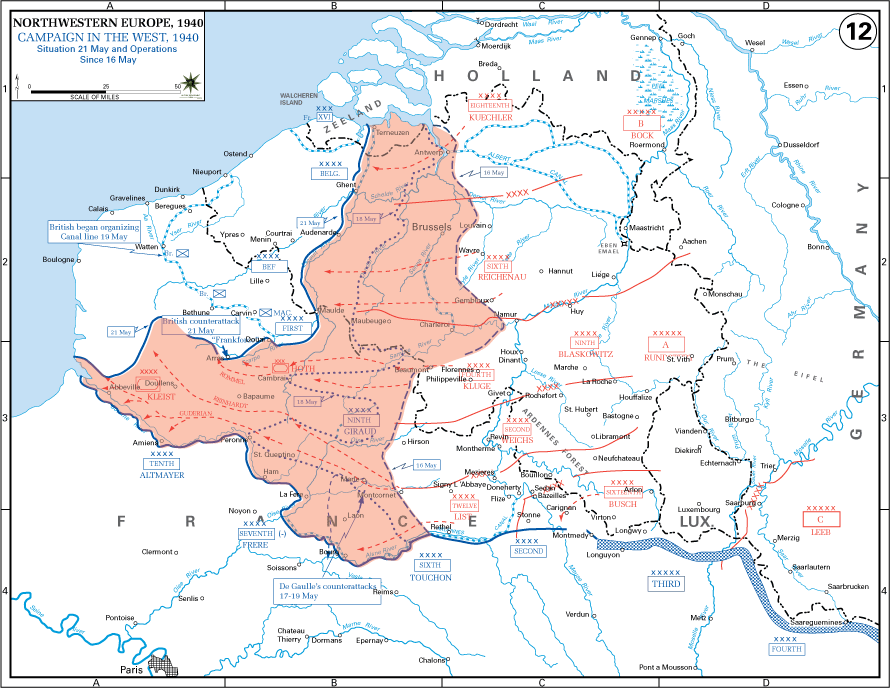
Il fronte al 21 di maggio

A re Leopoldo era chiaro che le sue truppe, prive di carri armati e velivoli, potevano solamente difendersi. Inoltre avvertì i britannici che se si fosse proseguito con l'offensiva verso sud, i belgi ben presto sarebbero collassati. Suggerì anche la necessità di tenere una testa di ponte a Dunkerque e nei porti del Belgio, proposta accettata dagli inglesi che impiegarono quindi solo tre battaglioni nell'attacco e, nonostante l'iniziale successo tattico, fallirono nell'aprirsi un varco tra le difese tedesche nella battaglia di Arras, il 21 maggio. In conseguenza a questo fallimento, belgi e britannici conclusero che la Francia era sconfitta e che le armate alleato accerchiate sarebbero state distrutte se non si avesse agito in fretta. I britannici quindi, persa ogni speranza nei loro alleati, decisero di cercare di salvare la loro forza di spedizione.

### Le ultime battaglie

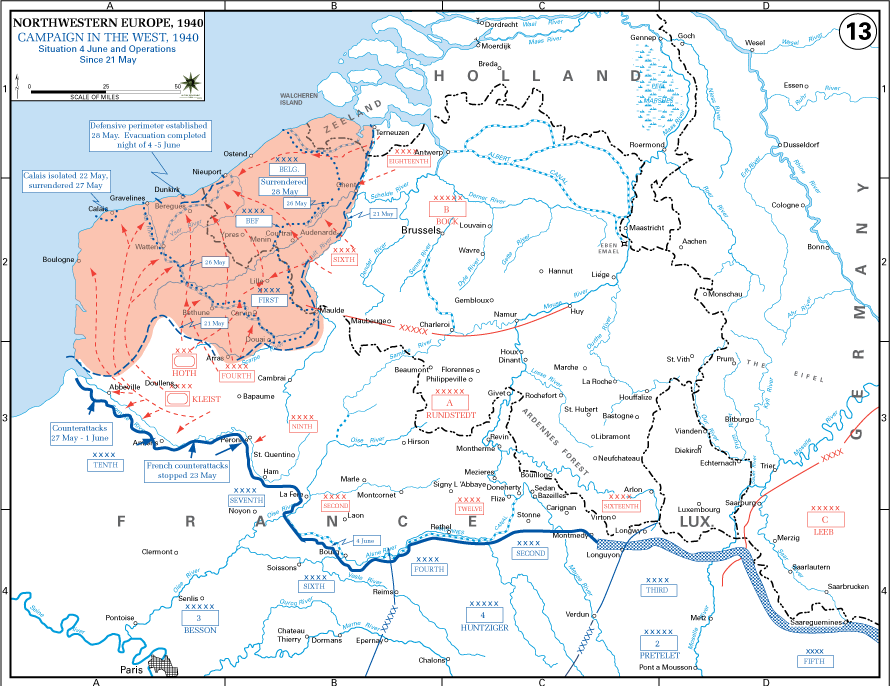
L'avanzata tedesca dopo il 21 maggio

Le truppe belghe, a questo punto dell'invasione, tenevano il fronte orientale mentre i britannici e i francesi proteggevano Dunkerque, vulnerabile agli attacchi tedeschi il 22 maggio. I belgi controllavano saldamente la linea nelle loro ultime fortificazioni a Leie. I britannici spinsero perché i soldati belgi si ritirassero sul fiume Yser; tuttavia una manovra del genere avrebbero significato abbandonare Ypres, oltre ai porti come Ostenda e Zeebrugge, riducendo il territorio belga ancora libero a pochi chilometri quadrati.

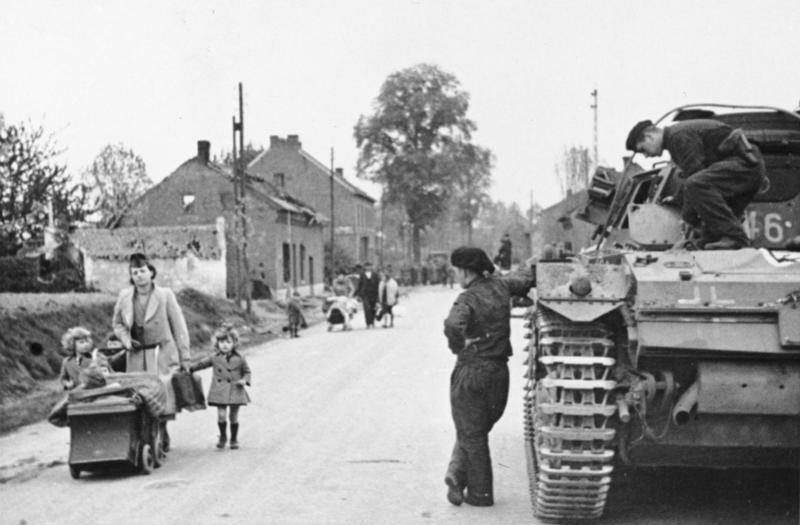
Truppe tedesche che osservano i civili belgi in fuga dai combattimenti

Il 23 maggio, i francesi tentarono una serie di offensive contro le difese tedesche lungo l'asse Ardenne-Calais che tuttavia fallirono completamente. Nel frattempo, i belgi dovettero ritirarsi nuovamente, sotto la pressione dei tedeschi che conquistarono Ghenda, e fu negato loro l'utilizzo dei porti a Dunkerque, Bourbourg e Gravelines, concedendo il permesso per i porti sotto il loro controllo, Nieuport e Ostenda.
Winston Churchill e Maxime Weygand, che sostituì Gamelin, erano ancora determinati a sfondare le linee tedesche verso sud ma così facendo si sarebbe aperta una faglia tra Ypres e Menen, minacciando ciò che restava delle truppe belghe. Tuttavia, senza chiedere il permesso al suo governo o consiglio ai francesi, Lord Gort cessò ogni offensiva britannica verso sud. Quella notte i tedeschi si crearono una testa di ponte profonda un chilometro lungo il fiume Lys, per tredici chilometri tra Wervik e Kortrijk. Nonostante tutto, i belgi inflissero molte perdite e sconfitte tattiche ai tedeschi; alcune divisioni di riserva infatti, effettuarono dei contrattacchi diverse volte e riuscirono a catturare duecento soldati tedeschi.
Il 26 maggio, l'Operazione Dynamo cominciò, con interi contingenti francesi e britannici che vennero evacuati verso il Regno Unito. Nel frattempo, la Marina britannica aveva già portato via dal continente 28 000 soldati inglesi non combattenti. Boulogne era già caduta, Calais l'avrebbe seguita a breve, lasciando Dunkerque, Ostenda e Zeebrugge gli unici porti agibili dagli Alleati. I tedeschi non rimasero comunque a guardare: la 14ª Armata ben presto occupò Ostenda, il Gruppo d'Armata A il 27 maggio arrivò a quattro chilometri da Dunkerque, bersagliandola con l'artiglieria.
Proprio il 27 maggio la situazione cambiò radicalmente rispetto a ventiquattro ore prima. Il fiume Leie era caduto in mani tedesche; a est, i tedeschi avevano raggiunto i sobborghi di Bruges; a ovest, i tedeschi avevano sfondato le linee per l'ennesima volta, con i britannici sempre in ritirata, a nord di Lilla. Con la ritirata inglese, i tedeschi riuscirono ad accerchiare il grosso dell'armata francese, segnandone praticamente la fine. I combattimenti di questi due giorni, condussero al collasso l'Esercito belga e non vi era nulla ad impedire che i tedeschi catturassero Ostenda, Bruges, Nieuport o La Panne, in profondità nella retroguardia alleata.

## La resa del Belgio

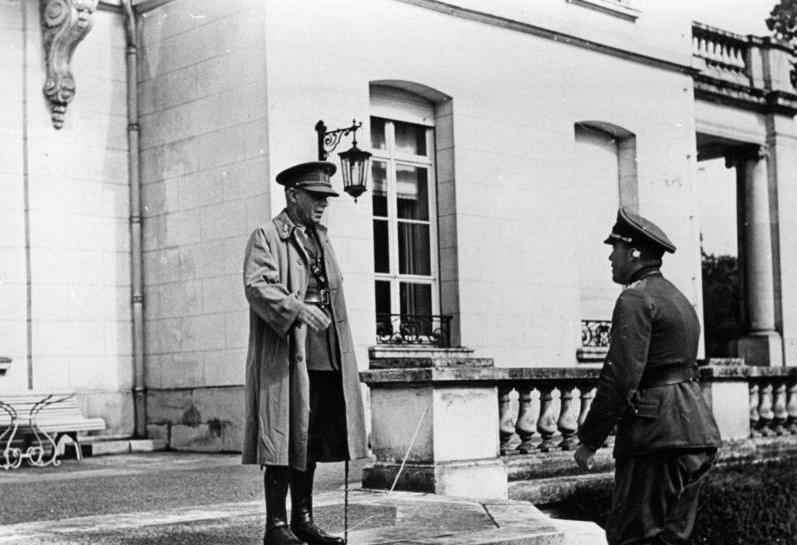
Incontro per la negoziazione di resa

Con l'Esercito belga stremato e i cieli in mano alla Luftwaffe la ritirata era impossibile. I tedeschi bombardavano le reti ferroviarie e le uniche strade rimaste percorribili rendevano la ritirata un massacro e nei 1 700 km² rimasti in mani belghe contenevano sia i soldati rimasti che i 3 milioni di civili fuggiti. In queste circostanza, la sera del 27 maggio, il re Leopoldo chiese un armistizio.
La Royal Navy evacuò i Quartieri Generali a Middelkerke e Sint-Andries, a est di Bruges, quella stessa notte. Il re e sua madre, la regina madre Elisabetta, rimasero in Belgio durante tutti e cinque gli anni di occupazione. La resa del Belgio fu ufficiale alle ore 04:00 del 28 maggio. Britannici e francesi reagirono affermando che i belgi avessero tradito l'alleanza e anche il governo belga condannò l'azione del re. Per questo motivo, il monarca non poté far parte del governo in esilio durante il resto della guerra. Tuttavia, privatamente, gli Alleati avevano già contattato il 25 maggio il governo belga, affermando che la situazione stava divenendo insostenibile e una futura resa del Belgio sarebbe stata inevitabile.
I britannici ufficialmente assunsero un atteggiamento controllato, grazie alla strenua difesa portata da sir Roger Keyes al suo governo il 28 maggio riguardo alla campagna difensiva belga. I ministri francesi e belgi affermarono che il re Leopoldo fosse stato un traditore, tuttavia non erano a conoscenza della realtà dei fatti: Leopoldo III non aveva preso accordi con Hitler per formare un governo collaborazionista ma aveva negoziato una resa incondizionata delle Forze armate belghe.

## Vittime
L'elenco qui riportato riguarda il conteggio delle perdite a questo punto della campagna occidentale tedesca. I dati specifici della campagna solamente in territorio belga, tra il 10 e il 28 maggio, non sono noti.

### Belgi

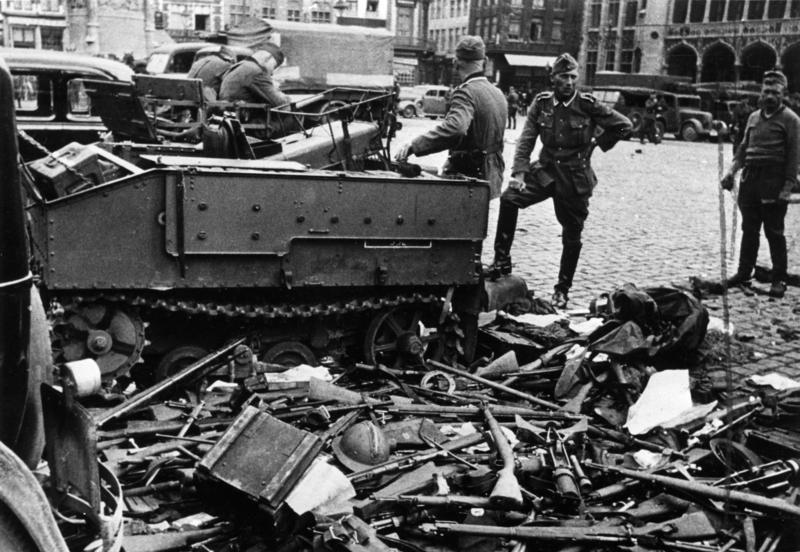
Piazza di Bruges, il 29 maggio 1940: soldati tedeschi accanto a un Vickers Utility Tractor e ad una catasta di fucili e di elmetti degli sconfitti.

Le vittime belghe furono:
- morti: 6 093; 2 000 soldati morirono in prigionia;[33]
- feriti: 15 850;[108]
- dispersi: più di 500;[33]
- prigionieri: 200 000;[108]
- velivoli distrutti: 112.[53]

### Britannici

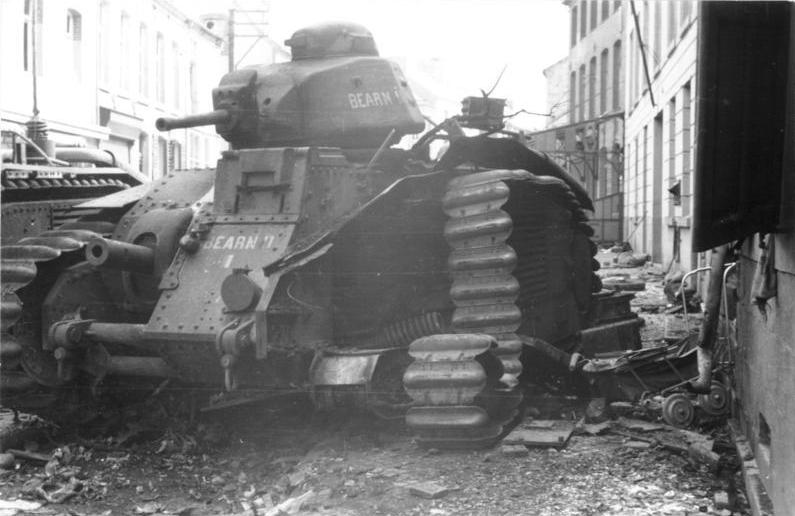
Un carro francese Char B1 distrutto a Beaumont

I numeri specifici nel Belgio sono sconosciuti ma gli inglesi subirono tra il 10 maggio e il 22 giugno, lungo tutto il loro fronte, le seguenti perdite:
- 68 111 morti, feriti o catturati;[109]
- 64 000 veicoli distrutti o abbandonati;[109]
- 2 472 cannoni distrutti o abbandonati;[109]
- 931 velivoli distrutti con a bordo 1 526 avieri:[109] (di cui 344 aerei tra il 12 e il 25 maggio, 138 tra il 26 maggio e il 1º giugno)[110]

### Francesi
Anche per i francesi, i numeri specifici nel Belgio sono sconosciuti ma, tra il 10 maggio e il 22 giugno, lungo tutto il loro fronte, ebbero le seguenti perdite:
- morti: 90 000;[111]
- feriti: 200 000;[111]
- prigionieri: 1 900 000;[111]
- velivoli distrutti: 264 (12-25 maggio); 50 (26 maggio - 1º giugno).[110]

### Tedeschi
I rapporti ufficiali del Comando della Wehrmacht, riguardanti le operazioni tra il 10 maggio e il 4 giugno, indicano:
- morti: 10 232;
- dispersi: 8 463;
- feriti: 42 523;
- velivoli: 432 (10 maggio - 3 giugno).

### Bibliografiche
1. 1 2 3 4  Holmes (2001), p. 324.
2. 1 2 3  Shirer (1990), p. 729.
3. ↑  Healy (2008), p. 36.
4. ↑  Keegan (2005), pp. 95-96.
5. 1 2 3 4  Bond (1990), p. 8.
6. ↑  Ellis (2004), p. 8.
7. ↑  Bond (1990), p. 9.
8. ↑  Bond (1990), p. 21.
9. ↑  Bond, Taylor (2001), p. 14.
10. ↑  Bond (1990), pp. 9-10.
11. 1 2  Bond (1990), p. 22.
12. ↑  Bond (1990), pp. 22-23.
13. ↑  Bond (1990), p. 24.
14. ↑  Ministère des Affaires Étrangères (1941), p. 2.
15. ↑  Ministère des Affaires Étrangères (1941), p. 3.
16. ↑  Ministère des Affaires Étrangères (1941), p. 4.
17. ↑  Ministère des Affaires Étrangères (1941), pp. 4-5.
18. ↑  Bond (1990), pp. 24-25.
19. ↑  Bond (1990), p. 25.
20. ↑  Bond (1990), p. 36.
21. ↑  Bond (1990), pp. 46-47.
22. 1 2  Ministère des Affaires Étrangères (1941), pp. 32-33.
23. ↑  Holmes (2001), p. 313.
24. ↑  Bond (1990), pp. 100-101.
25. 1 2 3  Dunstan (2005), p. 34.
26. ↑  Dunstan (2005), p. 36.
27. ↑  Bond, Taylor (2001), p. 37.
28. ↑  Keegan (2005), p. 324.
29. ↑  Keegan (2005), p. 95.
30. ↑  Frieser, Greenwood (2005), p. 36.
31. ↑  Fowler (2002), p. 12.
32. ↑  Ministère des Affaires Étrangères (1941), p. 32.
33. 1 2 3  Keegan (2005), p. 96.
34. ↑  Niehorster, Order of Battle: Navy.
35. 1 2 3  Hooton (2007), pp. 48-49.
36. ↑  Keegan (2005), pp. 95, 324.
37. ↑  Frieser, Greenwood (2005), pp. 46-47.
38. ↑  Holleman, Rosseels, Welting (2008).
39. ↑  Healy (2008), p. 37.
40. 1 2  Bond (1990), p. 58.
41. ↑  Foot (2005), p. 322.
42. ↑  Foot (2005), p. 130.
43. ↑  Foot (2005), p. 324.
44. ↑  Bond (1975), p. 20.
45. ↑  Healy (2008), p. 32.
46. ↑  Harclerode (2006), p. 51.
47. ↑  Hooton (2007), p. 47.
48. 1 2  Hooton (2007), pp. 45-46.
49. 1 2  Hooton (2007), p. 48.
50. 1 2  Ministère des Affaires Étrangères (1941), p. 33.
51. ↑  Ministère des Affaires Étrangères (1941), pp. 50-51.
52. 1 2 3 4  Ministère des Affaires Étrangères (1941), p. 35.
53. 1 2  Hooton (2007), p. 52.
54. ↑  Skulski, p. 51.
55. ↑  Avions Militaires Hachette.
56. ↑  Skulski, pp. 51, 64-65.
57. ↑  Cull (1999), pp. 19-20.
58. ↑  Hooton (2007), p. 53.
59. ↑  Ministère des Affaires Étrangères (1941), p. 34.
60. ↑  Bond (1990), p. 59.
61. ↑  Hooton (2007), p. 54.
62. 1 2  Frieser, Greenwood (2005), pp. 126-127.
63. ↑  Frieser, Greenwood (2005), pp. 138-139.
64. ↑  Hooton (2007), p. 56.
65. 1 2  Ministère des Affaires Étrangères (1941), p. 36.
66. ↑  Jackson (2003), p. 37.
67. ↑  Shepperd (1990), p. 38.
68. ↑  Hooton (2007), p. 51.
69. ↑  Ministère des Affaires Étrangères (1941), p. 37.
70. ↑  Bond (1990), pp. 59-60.
71. ↑  Bond (1990), p. 60.
72. ↑  Hooton (2007), p. 55.
73. ↑  Ellis (1993), pp. 56-57.
74. ↑  Frieser, Greenwood (2005), p. 240.
75. ↑  Frieser, Greenwood (2005), p. 239.
76. ↑  Ellis (1993), pp. 37-38.
77. ↑  Frieser, Greenwood (2005), p. 241.
78. ↑  Frieser, Greenwood (2005), p. 242.
79. ↑  Gunsburg (1992), p. 228.
80. ↑  Frieser, Greenwood (2005), p. 243.
81. ↑  Gunsburg (1992), p. 237.
82. ↑  Frieser, Greenwood (2005), pp. 243-244.
83. ↑  Sebag-Montefiore (2006), p. 71.
84. 1 2  Bond (1990), p. 64.
85. ↑  Ellis (1993), p. 59.
86. ↑  Bloock (2003).
87. 1 2  Ministère des Affaires Étrangères (1941), p. 40.
88. 1 2  Bond (1990), p. 67.
89. 1 2  Bond (1990), p. 69.
90. ↑  Bond (1990), p. 70.
91. ↑  Ellis (2004), p. 105.
92. ↑  Bond (1990), pp. 71-72.
93. ↑  Bond (1990), p. 73.
94. ↑  Bond (1990), p. 75.
95. ↑  Bond (1990), p. 78.
96. ↑  Ministère des Affaires Étrangères (1941), p. 43.
97. 1 2  Bond (1990), p. 84.
98. ↑  Ellis (1993), p. 172.
99. ↑  Ministère des Affaires Étrangères (1941), p. 44.
100. ↑  Bond (1990), p. 88.
101. 1 2  Ministère des Affaires Étrangères (1941), pp. 44-45.
102. ↑  Bond (1990), p. 89.
103. ↑  Belgian American Educational Foundation (1941), p. 60.
104. 1 2  Bond (1990), p. 93.
105. ↑  Sebag-Montefiore (2006), p. 304.
106. ↑  Bond (1990), p. 95.
107. ↑  Bond (1990), p. 96.
108. 1 2  Ellis (1993), p. 255.
109. 1 2 3 4  Holmes (2001), p. 130.
110. 1 2  Hooton (2007), p. 57.
111. 1 2 3  Keegan (2005), p. 326.
112. ↑  Oberkommando der Wehrmacht (1941), p. 189.